# Mirosternus carinatus
Mirosternus carinatus là một loài bọ cánh cứng thuộc họ Ptinidae.